# Hyoidea
Hyoidea is een geslacht van wantsen uit de familie van de Miridae (Blindwantsen). Het geslacht werd voor het eerst wetenschappelijk beschreven door Odo Reuter in 1876.

## Soorten
Het genus bevat de volgende soorten:

- Hyoidea flavolimbata J. Ribes & E. Ribes, 2000
- Hyoidea hannothiauxi Carapezza, 1997
- Hyoidea hermione Linnavuori, 1989
- Hyoidea horvathi Montandon, 1890
- Hyoidea kerzhneri Hoberlandt, 1963
- Hyoidea lindbergi Hoberlandt, 1963
- Hyoidea lopezcoloni Baena & Günther, 2001
- Hyoidea notaticeps Reuter, 1876
- Hyoidea stehliki Baena & Günther, 2001